# Kasteel van Gœulzin
Het Kasteel van Gœulzin (Frans: Château de Gœulzin) is een kasteel in de Franse gemeente Gœulzin. Het kasteel is een beschermd historisch monument sinds 2007.